# Doudou Thiam
Pour les articles homonymes, voir Thiam.
Maître Doudou Thiam (1926-1999) est un juriste, un diplomate et un homme politique sénégalais. Il fut le premier ministre des Affaires étrangères du Sénégal indépendant.

## Biographie
En 1951, il soutient à l'université de Poitiers, une thèse de droit intitulée La Portée de la citoyenneté française dans les territoires d’outre-mer, qui sera publiée deux ans plus tard. 
Sous la présidence de Léopold Sédar Senghor, il est ministre des Affaires étrangères dans le gouvernement de Mamadou Dia, du 4 avril 1960 au 12 novembre 1962. André Guillabert lui succède brièvement à ce poste, qu'il retrouve le 19 décembre 1962. Du 9 décembre 1963 au 6 mars 1968 il porte le titre de ministre d'État chargé des Affaires étrangères, des relations avec les Assemblées et de la suppléance du président de la République. Il quitte le gouvernement en 1968. La même année, il est président du Conseil économique et social.
De 1970 jusqu'à sa mort en 1999, il est membre de la Commission du droit international, un organe des Nations unies, qu'il préside à sa 33e session (1981). Il est aussi Rapporteur spécial sur le sujet du projet de code des crimes contre la paix et la sécurité de l’humanité de 1982 à 1995, apportant ainsi sa contribution à la future création de la Cour pénale internationale.
Un de ses enfants, alors étudiant en France, commet un meurtre en 2010 dans un état délirant. Il est déclaré irresponsable de ses actes pour schizophrénie .

## Publications
- La politique étrangère des États africains : ses fondements idéologiques, sa réalité présente, ses perspectives d'avenir, Presses Universitaires de France, Paris, 1963, 168 p.
- Le fédéralisme africain : ses principes et ses règles, Présence africaine, Paris, 1972, 167 p. (d'après un cours donné à l'Académie de droit international de La Haye en 1969)